# Социјалдемократска партија Немачке
Социјалдемократска партија Немачке (скраћено СДП) је друга најстарија политичка странка у Немачкој. Основана је 23. маја 1863. године. Веома блиска са радничким покретима и синдикатима, СПД се сврстава у групу социјалдемократских странака левог центра.
СПД је чланица Социјалистичке Интернационале. Чланови странке млађи од 35 година су организовани у омладинској подорганизацији која се назива Јусос. Тренутни председници странке су Саскија Ескен и Ларс Клингбајл.

## Деловање
Основана је године 1863. и њена оригинална платформа је било залагање за демократски социјализам. Иако ју је за време Другог Рајха забрањивао канцелар Ото фон Бизмарк, њени чланови су били бирани у Рајхстаг. Бизмарк је, како би сузбио њихов утицај, донео низ реформи којима је по први пут у историји уведен модерни систем пензионерског и социјалног осигурања. Године 1912. СПД се наметнула као најјача странка у Рајхстагу. Упркос револуционарној реторици, СПД је с временом постала део естаблишмента те је подржала царску владу приликом уласка у Први светски рат. Након пораза Немачке у рату, челници СПД-а су предводили збацивање монархије и успостављање Вајмарске републике. Били су против левог радикализма тога доба.
СПД, која је револуционарни демократски социјализам у потпуности заменила реформском социјалдемократијом, свој програм није била у стању провести због оштрих одредби Версајског мировног споразума, велике економске кризе и политичке нестабилности која је завршена доласком нациста на власт. Нова влада је године 1933. забранила рад СПД.
Након Другог светског рата, СПД је обновљена у делу Немачке под доминацијом западних савезника, док су њени чланови у источном делу под совјетском доминацијом присилно уједињени с комунистима бољшевичког типа у владајућу Јединствену социјалистичку партију Немачке.
На западу је СПД била у опозицији све док године 1966. није с владајућим демохришћанима ушла у велику коалицију. Захваљујући популарном Вилију Бранту је године 1969. освојила власт те је задржала све до године 1982. када су их њихови савезници из центристичке ФДП одбацили у корист демохришћанске ЦДУ.
СПД је у другој половини 1990-их под вођством Герхарда Шредера одбацила социјалдемократски програм у корист економски неолибералног Трећег пута, те године 1998. заједно са Зеленима преузела власт од демохришћана из ЦДУ. Под влашћу СПД Немачка је забележила економску стагнацију, те јачање радикалних странака слева и десна. 2005. године су расписани ванредни избори, пре којих се лева фракција странке отцепила и заједно с бившим левичарима из ДДР-а створила Левицу. Након избора су СПД и ЦДУ договорили стварање велике коалиције на челу с Ангелом Меркел из демохришћанске ЦДУ.
На изборима 2009. СПД губи огроман број гласова и са 23,0% доживљава најгори резултат у својој историји. Након тога прелази у опозицију, док нову власт формирају ЦДУ и либерали.
На изборима 2013. под вођством Пера Штајнбрика побољшава резултат са 25,7% гласова и улази поновно у велику коалицију са демохришћанима из ЦДУ.